# Istoria LGBT în România
Actele homosexuale au fost dezincriminate în România pe 6 septembrie 2001.

## Evul Mediu
Ca în mare parte a Europei din acea perioadă, Evul Mediu românesc a fost caracterizat în mare măsură de muncă silnică și sărăcia provocată de clasicism. Aceste probleme au au avut un rol în propagarea problemelor mai largi de regresie socială, represiune și opresiune, cu excepția elitelor. Datorită calității vieții, moralitatea era foarte importantă, creștinizarea (de către Sfântul Andrei în Dobrogea), precum și locația geografică a țării (aproximativ „estul întâlnește vestul”) au avut un impact mare asupra fervorii religioase din zonă. Necazurile politice și războiul cu Imperiul Otoman au alimentat islamofobie rampantă și au amplificat sentimentul de bigot al populației generale, în special față de necreștini sau cei acuzați de „comportamente necreștine”. 
Există dovezi de pedepse dure pentru cei prinși sau acuzați de homosexualitate – deși de obicei doar pentru cetățenii săraci. Nobilimea se putea angaja liber în toate dorințele sexuale, însă nu întotdeauna în mod complet discret și nici cu aprobarea completă a colegilor de elită. Sexul și sexualitatea, ca regulă generală, au fost în mare măsură descurajate și respinse în Europa medievală, cu excepția cazului în care procrearea era scopul final. Cu toate acestea, dovezi ale homosexualității și ale persoanelor LGBT în Evul Mediu românesc pot fi găsite în cartea Voievodul, dincolo de sala tronului a lui Dan Horia Mazilu:
- Radu a fost violat la Adrianopol (actuala Edirne), la curtea sultanului Murad al II-lea.
- Sobrichetul lui Radu, fratele lui Vlad Țepeș (Frumosul), rezultă din trăsăturile și comportamentul efeminat al prințului.
- Iliaș Rareș s-ar fi convertit la islam pentru a obține favoruri sexuale. Comportamentul său bisexual este menționat și de istoricul Dan Horia Mazilu, având ca sursă cronica lui Grigore Ureche.
- Mihnea Turcitul este presupusul iubit al lui Koca Sinan Pasha.
- Alexandru Iliaș ar fi apelat la bărbați care se prostituau, cel mai cunoscut fiind un homosexual grec, Batiște Veveli, fapt menționat și de Miron Costin în cronica sa.

## Epoca modernă
- 1864 – Codul penal promulgat de Alexandru Ioan Cuza,[3] inspirat de modelul francez, nu prevedea nicio pedeapsă pentru actele homosexuale.[4] La sfârșitul secolului al XIX-lea, Codul Penal din Transilvania, în vigoare din 1878, pedepsește doar violul homosexual,[5] prevăzut la articolul 242.
- 1929 – Pamfil Șeicaru l-a numit pe scriitorul Panait Istrati „bietul poet al șezuturilor deflorate”. Istrati este primul autor român care a scris un roman – Chira Chiralina – în care un personaj este homosexual.[6]
- 1933 – Scriitorul Geo Bogza a fost închis pentru o scurtă perioadă în penitenciarul Văcărești pentru comportament indecent. Bogza tocmai publicase volumul de poezie Poemul invectivă. Una dintre creațiile sale este despre un pederast.
- Nicolae Ceaușescu a fost, de asemenea, închis la Doftana, în anii 1930, pentru agitație comunistă. După Revoluție, au existat discuții aluzive despre relațiile homosexuale pe care tânărul Ceaușescu le întreținuse la Doftana cu colegii săi de detenție.[7]
- 1936 – Codul penal al lui Carol al II-lea a trecut în nelegalitate relațiile homosexuale. Articolul 431 prevedea închisoare pentru „acte de inversare sexuală” atunci când provoacă scandal public. Astfel, orice act de inversiune sexuală adus la cunoștința publicului putea fi pedepsit cu închisoare de la șase luni la doi ani. ref name="adevarul" />

## Sub regimul comunist
- 1947 – Pedeapsa pentru inversiunea sexuală a crescut odată cu instalarea regimului comunist. Astfel, cea mai mică pedeapsă a fost închisoarea de doi ani.
- 1957 – A fost modificat din nou Codul Penal, pederaștii fiind pasibili pentru închisoare de la trei la zece ani.
- 1968 – Homosexualitatea a apărut ca termen lingvistic în noul Cod Penal. Din punct de vedere ideologic, homosexualitatea era neproductivă pentru comuniști care aveau nevoie de mame eroine și de o tendință demografică ascendentă. Marea Adunare Națională elaborează o versiune complet revizuită a Codului Penal, iar faptele sexuale între persoane de același sex sunt considerate infracțiuni împotriva persoanei și se pedepsesc prin articolul 200: „Relațiile sexuale între persoane de același sex se pedepsesc cu închisoare de la unu până la cinci ani”.[8]
- 1977 – Ion Negoițescu, homosexual deschis, i-a scris disidentului anticomunist Paul Goma, în semn de solidaritate. Securitatea a preferat să ignore trecutul intim al lui Negoițescu decât să-l aresteze pentru atentat la securitatea națională, ceea ce ar fi învinuit România pe plan internațional. Tânărul scriitor Petru Romoșanu, cu care Negoițescu ar fi avut relații homosexuale, a fost forțat de Securitate să-i denunțe ca homosexuali pe Negoițescu și pe alți scriitori. Negoițescu a avut o tentativă de sinucidere cu o doză de medicamente. Negoițescu și alți scriitori gay au scăpat de condamnare prin intervenția scriitorului Ștefan Augustin Doinaș, deconspirat după anii 1990 ca colaborator al Securității.
- 1981–85 – Departamentul „Morale” al Miliției București a efectuat o anchetă amplă în această perioadă. 54 de bucureșteni gay ar fi trebuit să fie judecați și condamnați. Dar cazul a fost oprit de Suzana Gâdea, ministrul Culturii în acei ani, în timp ce printre inculpați au apărut mulți artiști și chiar funcționari ai Comitetului Central.[6]

## Din 1993 până în prezent

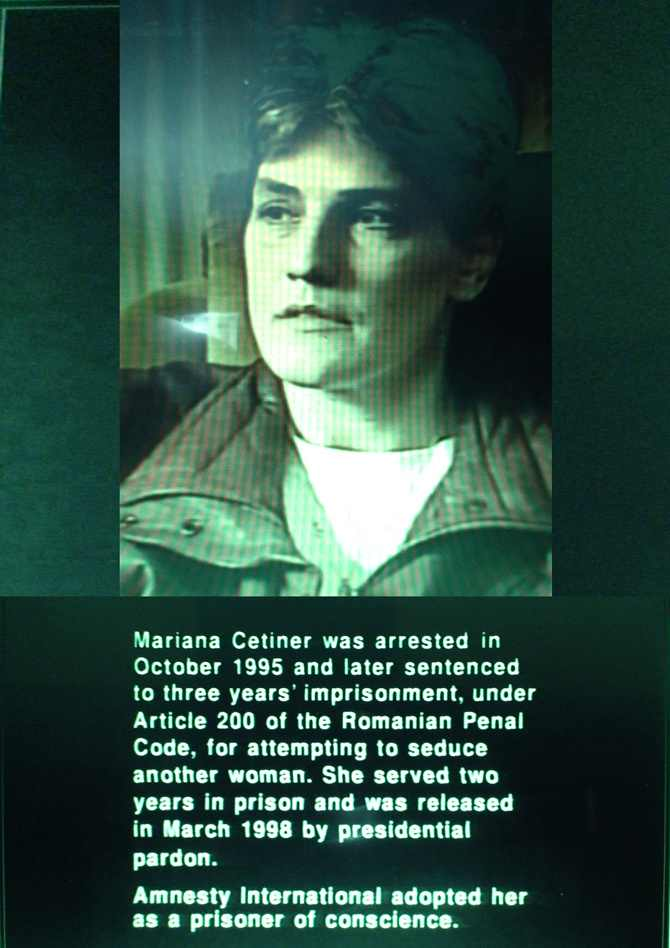
Mariana Cetiner

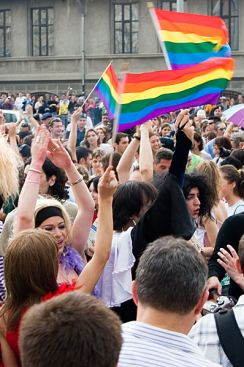
Prima paradă a Bucharest Pride în 2005 (cunoscută atunci sub numele de GayFest)

- 1993 – Ciprian Cucu (17 ani) și Marian Mutașcu (22 de ani), doi homosexuali recunoscuți din Timișoara, au fost reclamați Poliției de sora mai mare a lui Cucu. Cei doi au fost arestați în ianuarie 1993. Potrivit lui Cucu, „Eu am fost primul interogat. Anchetatorii m-au numit 'curvă' în repetate rânduri...”. ref>Public Scandals: Sexual Orientation and Criminal Law in Romania. Human Rights Watch. 1998. p. 55. ISBN 1-56432-178-9. mariana cetiner.</ref> La 9 iunie, ambii au fost condamnați. Mutașcu a primit doi ani de închisoare, iar Cucu un an. În mare parte din cauza presiunii intense din partea comunității internaționale, aceste pedepse au fost suspendate. În mai 1995, Mutașcu s-a sinucis, din cauza glumelor publice.
- 1995 – Mariana Cetiner (n. 1957) a fost arestată pentru că ar fi încercat să convingă o altă femeie (Adina Vana) să întrețină relații sexuale cu ea.[9] Ea a stat trei ani în închisoare până când a fost grațiată de președintele Emil Constantinescu la insistențele Amnesty International. Ea a fost ultimul cetățean român care a fost închis în temeiul articolului 200.
- 25 octombrie 1996 – Este înființată organizația ACCEPT – primul organism din România care a militat pentru drepturile LGBT.[10]
- 2001 – Guvernul adoptă o ordonanță de urgență care abrogă articolul 200 din Codul penal, pentru a elimina orice discriminare pe criterii de orientare sexuală. Abrogarea articolului a fost una dintre condițiile aderării la UE.[11]
- 2004 – ACCEPT organizează primul festival gay din România, sub titlul „Festivalul Diversității”, eveniment care a inclus un festival de film gay, o expoziție de afișe și fotografii, lansări de carte și dezbateri publice.
- 2005 – Are loc GayFest Bucharest, prima paradă gay pride din România. Un eveniment istoric pentru mișcarea LGBT din România.
- 2017 – Prima paradă "pride" în afara Bucureștiului are loc la Cluj-Napoca.
- 2018 – Un referendum pentru stabilirea unei interdicții constituționale a căsătoriilor între persoane de același sex eșuează din cauza prezenței scăzute la vot (21,1%).[12]
- 2023 – Curtea Europeană a Drepturilor Omului statuează că statul român încalcă articolul 8 din Convenția Europeană a Drepturilor Omului – dreptul la respectarea vieții private și de familie – prin interzicerea cuplurilor de același sex să se căsătorească sau să înregistreze parteneriate civile.[13]